# Andor Hencke
Andor Hencke (* 14. Juli 1895 in Berlin; † 31. Januar 1984 in Tegernsee) war ein deutscher Diplomat in der Weimarer Republik und in der Zeit des Nationalsozialismus sowie Mitglied der NSDAP. Nach dem Zweiten Weltkrieg war er Mitarbeiter des Bundesnachrichtendienstes.

## Leben
Nach dem Besuch der Kadettenanstalt in Lichterfelde diente Hencke zunächst als preußischer Offizier und nach Ende des Ersten Weltkriegs als Offizier der Reichswehr.
Am 17. Oktober 1922 wurde er auf Veranlassung von Ulrich von Brockdorff-Rantzau ins Auswärtige Amt berufen, wo er vom 2. November 1922 bis zum Tod des Grafen am 8. September 1928 dessen persönlicher Sekretär an der deutschen Botschaft in Moskau wurde.
Vom 24. April 1933 bis 12. November 1935 wurde Hencke Konsul in Kiew und arbeitete ab dem 26. September 1936 ebenfalls als Konsul in Prag. Am 12. November 1936 wurde Hencke zum Gesandten II. Klasse und am 16. Juni 1937 zum Gesandten I. Klasse befördert. Hencke trat zum 1. November 1935 der NSDAP bei (Mitgliedsnummer 3.465.491).
Nachdem der deutsche Gesandte Ernst Eisenlohr während der Sudetenkrise ins Auswärtige Amt berufen worden war, übernahm Hencke am 16. September 1938 dessen Funktion als deutscher Geschäftsträger, und wurde am 15. März 1939 zum Vertreter des Auswärtigen Amtes beim Reichsprotektor für das Protektorat Böhmen und Mähren Konstantin von Neurath ernannt. Nach eigenen Aussagen erklärte Hencke anlässlich der Zerschlagung der Tschechoslowakei seinen Mitarbeitern, dass sie „wahrscheinlich die Geburtsstunde eines neuen Weltkrieges“ miterleben würden. Trotzdem verblieb er im Amt, wurde nach Abschluss des Deutsch-Sowjetischen Grenz- und Freundschaftsvertrags vom 28. September 1939 Delegationsleiter in der Gemischten Zentralkommission des Deutschen Reichs und der UdSSR für Grenzfragen in Moskau, und im Juni 1940, nach der Kapitulation Frankreichs, Vertreter des Auswärtigen Amtes bei der Deutschen Waffenstillstandskommission in Wiesbaden. Am 16. August 1940 wurde Hencke zum Gesandten befördert und nahm bis Ende 1942 Sonderaufträge in der Informationsstelle III des Auswärtigen Amtes wahr.
Am 11. Januar 1943 wurde Hencke stellvertretender Botschafter in Madrid und übernahm in der spanischen Hauptstadt am 12. März 1943 die Funktion eines Gesandten I. Klasse. Allerdings wurde er noch im selben Monat ins AA zurück berufen, um dort die Leitung der Politischen Abteilung zu übernehmen. Seine letzte Beförderung erfolgte am 29. April 1943, als er zum Ministerialdirigenten mit der Amtsbezeichnung Unterstaatssekretär ernannt wurde.
Das Auswärtige Amt war nicht nur bei der Wannseekonferenz vertreten gewesen, sondern in der Folge auch an der Deportation der Juden beteiligt, und Hencke paraphierte solche Schriftstücke, so verlangte „Der Außenminister“, hier unterzeichneten: Werner von Grundherr, Otto von Erdmannsdorff und Hencke, am 17. September 1943 von der Botschaft in Kopenhagen „über die Art des Abtransports der Juden, der im Prinzip beschlossen ist, genaue Vorschläge zu machen“.

## Nachkriegszeit
Nach Ende des Zweiten Weltkrieges wurde Hencke interniert und befragt. Der beim Nürnberger Prozess gegen die Hauptkriegsverbrecher angeklagte Außenminister Joachim von Ribbentrop hatte 1946 vergeblich um seine Vorladung als Entlastungszeuge gebeten. Henckes Vorgänger im Amt als Leiter der „Politischen Abteilung“ Ernst Woermann wurde im Wilhelmstraßen-Prozess zu fünf Jahren Haft verurteilt. Hencke wurde 1947 aus der Haft entlassen und konnte zunächst als Sachbearbeiter im Finanzamt Reutlingen wieder im Öffentlichen Dienst beginnen. Über seine Entnazifizierung ist nichts bekannt. Seit 1951 hatte Hencke seinen Wohnsitz in München.
In der Bundesrepublik war Hencke zuerst Mitarbeiter der Organisation Gehlen unter dem Decknamen „Heinze“ und anschließend über viele Jahre Mitarbeiter des Bundesnachrichtendienstes. Dafür war er als ehemaliger Diplomat in der Sowjetunion, Unterstaatssekretär im Auswärtigen Amt mit weitreichenden Kontakten und Sprachenkenner besonders prädestiniert. Die vormalige Mitgliedschaft in der NSDAP und seine Tätigkeit als Leiter der Politischen Abteilung waren hierfür kein Hindernis. Seine Erinnerungen wurden später von der Ukrainischen Freien Universität München herausgegeben.

## Schriften
Über einzelne Etappen seiner Laufbahn verfasste Hencke ausführliche Manuskripte, von denen jedoch nur zwei veröffentlicht wurden:
- Augenzeuge einer Tragödie. Diplomatenjahre in Prag 1936–1939 Veröffentlichung des Sudetendeutschen Archivs in München; 11, München : Fides-Verlagsgesellschaft 1977.
- Erinnerungen als Deutscher Konsul in Kiew in den Jahren 1933–1936 Mit einer Vorbemerkung von Georg Stadtmüller. Aus: Mitteilungen der Arbeits- und Förderungsgemeinschaft der Ukrainischen Wissenschaften e. V. Nr. 14. 1977 u. Nr. 15. 1978 München: Ukrainische Freie Universität 1979.